# Žimerová
Žimerová (też: Žimerovské luky; pol. Żymerowa) – rozległy kompleks łąk (polan) w Grupie Wielkiego Chocza w Górach Choczańskich na Słowacji.

## Położenie
Leżą na grzbiecie, opadającym dość stromo od Małego Chocza w kierunku południowo-wschodnim, ku przełęczy Žimerová, oddzielającej go od Magury Turickiej. Jeszcze w latach 80. XX w. zajmowały duży obszar. Obecnie (2017 r.) znaczna ich część, nieużytkowana gospodarczo, zarasta lasem.

## Roślinność
Polany charakteryzują się dużym bogactwem flory. Rozległe obszary pokryte roślinnością zielną poprzerastane są bukami i świerkami, występującymi tu bądź grupowo, bądź też jako okazałe, pojedyncze drzewa, często o oryginalnie uformowanych koronach. Oprócz nich spotkamy tu okazy jaworów, brzóz, jarząbu pospolitego, jarząbu mącznego i in.
Łąki Żymerowej charakteryzują się bogatą florą storczykowatych. Rośnie tu m.in. obficie storczyk bzowy w obu odmianach barwnych: żółtej i purpurowo-czerwonej, a także ich różowe mieszańce. Występują tu również gółka długoostrogowa, kukułka szerokolistna, podkolan biały i najbardziej okazały obuwik pospolity. Wilgotniejsze części łąk są znane z masowego zakwitania pełnika europejskiego, przy czym obok żółto kwitnących spotyka się tu osobniki o różowych kwiatach. Poza tym występują tu m.in. lilia złotogłów, orlik pospolity, dzwonek skupiony, kozibród wschodni, a na suchszych stanowiskach ukwap dwupienny i goździk kartuzek.

## Turystyka
Przez Żymerową wiodą czerwone  znaki szlaku turystycznego z uzdrowiska Lúčky na Wielki Chocz. Przy nim, na grzbiecie, drewniana wiata. Z łąk roztaczają się interesujące widoki na skaliste zerwy Wielkiego i Małego Chocza.